# William Wallace
Pour les articles homonymes, voir William Wallace (homonymie).
 (novembre 2008).
Si vous disposez d'ouvrages ou d'articles de référence ou si vous connaissez des sites web de qualité traitant du thème abordé ici, merci de compléter l'article en donnant les références utiles à sa vérifiabilité et en les liant à la section « Notes et références ».
William Wallace (Uilleam Uallas en gaélique écossais, William le Waleys en anglo-normand) est un chevalier écossais né vers 1270 et mort le 23 août 1305. Il est l'une des principales figures de la résistance écossaise contre l'Angleterre durant les guerres d'indépendance de l'Écosse.
Aux côtés d'Andrew de Moray, Wallace défait une armée anglaise à la bataille du pont de Stirling en septembre 1297. Il est nommé Gardien de l'Écosse et sert jusqu'à sa défaite à la bataille de Falkirk, en juillet 1298. En août 1305, Wallace est capturé à Robroyston (en), près de Glasgow, et remis au roi anglais Édouard Ier, qui le fait pendre, traîner et mettre en quartiers pour haute trahison et crimes contre des civils anglais.
Après sa mort, Wallace devient une icône dont la renommée dépasse les frontières de l'Écosse. Le poète du XVe siècle Harry l'Aveugle lui consacre une épopée en vers, The Wallace, et il devient le héros de romans de Walter Scott et Jane Porter au XIXe siècle. En 1995, il est incarné par Mel Gibson dans le film Braveheart, qui prend d'importantes libertés avec son histoire.

## Biographie

### Origine et jeunesse
Les origines de William Wallace sont obscures. D'après Harry l'Aveugle, il serait le fils de Malcolm Wallace, un chevalier d'Elderslie, dans le Renfrewshire. Ce Malcolm aurait été tué en 1291 par un chevalier anglais, mais Harry est la seule source de cette histoire. En revanche, un sceau de William Wallace apposé sur un document de 1297 appelle son père Alan Walais, et un individu de ce nom est attesté parmi les tenanciers de la couronne écossaise à la fin du XIIIe siècle.
Sa date de naissance est inconnue, mais il pourrait être né vers 1270. On lui connaît deux frères, Malcolm et John. Harry rapporte qu'il est éduqué par des oncles ecclésiastiques, mais il s'agit vraisemblablement d'une invention. Un document rédigé à Perth en 1296 mentionne « un voleur, un certain William le Waleys », qui pourrait néanmoins n'être qu'un homonyme.

### L'Écosse du temps de William Wallace

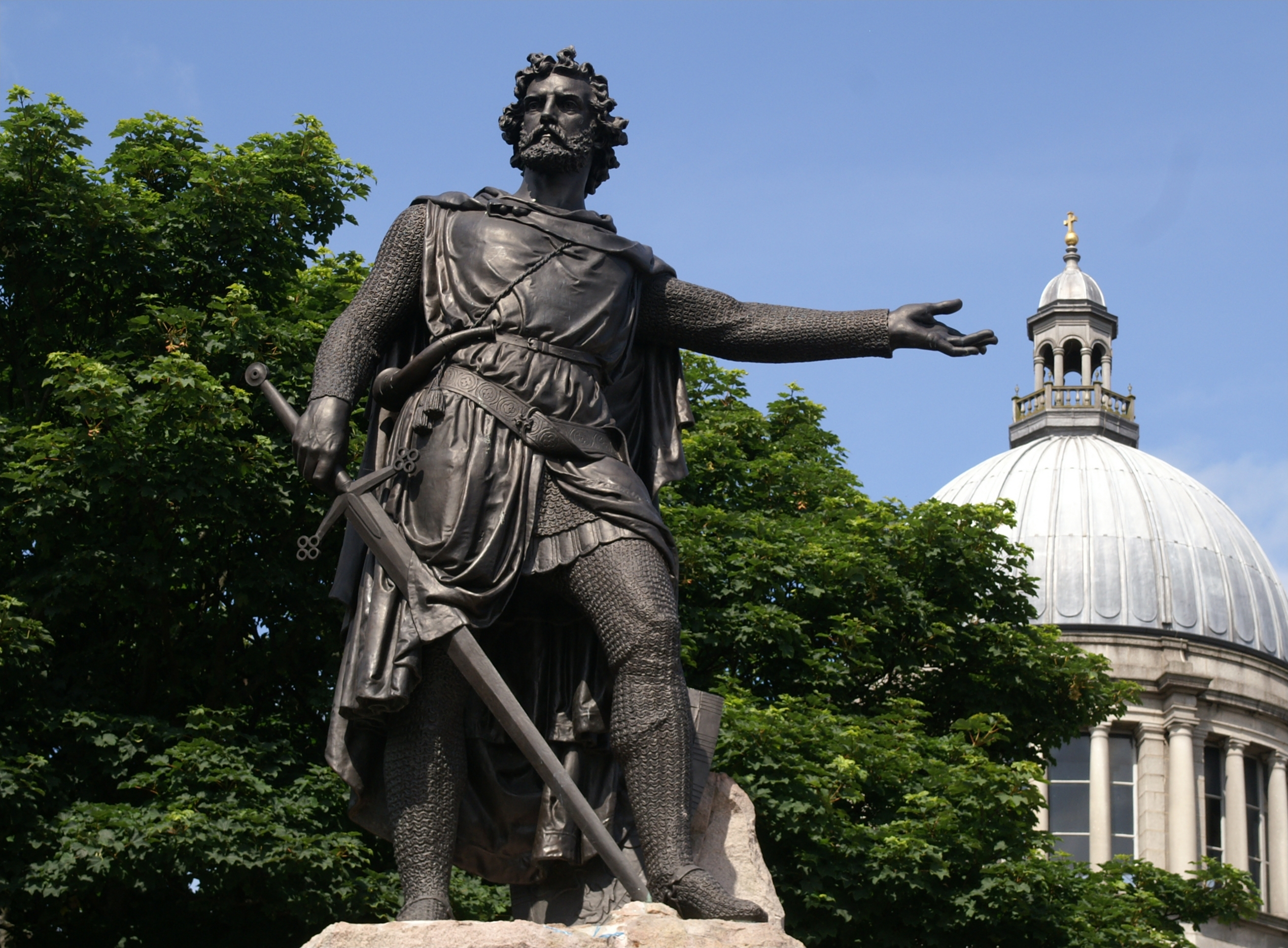
Statue de William Wallace, Aberdeen.

Au temps de la naissance de William Wallace, le roi Alexandre III régnait depuis vingt ans sur l'Écosse. Son règne avait été une période de paix et de stabilité économique, et il avait repoussé avec succès les demandes incessantes de suzeraineté du roi d'Angleterre. En 1286, Alexandre III meurt d'une chute de cheval ; aucun de ses enfants ne lui avait survécu. La haute noblesse écossaise déclara sa petite-fille Margaret alors âgée de trois ans, reine. À cause de son âge, les nobles mirent en place une régence, les Gardiens de l'Écosse, pour assurer l'administration de l'Écosse jusqu'à ce qu'elle soit en âge de gouverner. Le roi anglais Édouard Ier mit à profit l'instabilité potentielle pour signer avec les nobles le traité de Birgham, promettant de marier son fils Édouard à Margaret, sous réserve que l'Écosse demeure une nation indépendante. Mais Margaret tomba malade et mourut en 1290, à huit ans sur le chemin de sa Norvège natale vers l'Écosse. Pas moins de treize prétendants au trône se manifestèrent presque immédiatement, ce qui mena à la crise de succession écossaise.
Jean Balliol avait une prétention légitime au trône. Cependant, les Écossais voulaient faire intervenir un arbitre étranger pour trancher, afin d'éviter tout parti pris. Étant d'une grande imprudence, ils en appelèrent au roi Édouard Ier pour arbitrer. Au lieu d'arriver comme un tiers neutre, il se rendit à la frontière anglo-écossaise avec une grande armée, et annonça qu'il était venu en seigneur pour régler une dispute dans un État vassal, forçant tous les prétendants à lui rendre hommage. Après leur avoir fait prêter serment, Édouard choisit Balliol en 1292 pour régner sur « l'État vassal d'Écosse ». En mars 1296, Balliol renia son serment et s'allia avec le royaume de France. Rapidement vaincu, le 7 juillet, il renonça au traité avec la France et le 8 juillet 1296 à Montrose il céda son royaume au roi anglais.

### L'épopée de William Wallace (1297-1298)

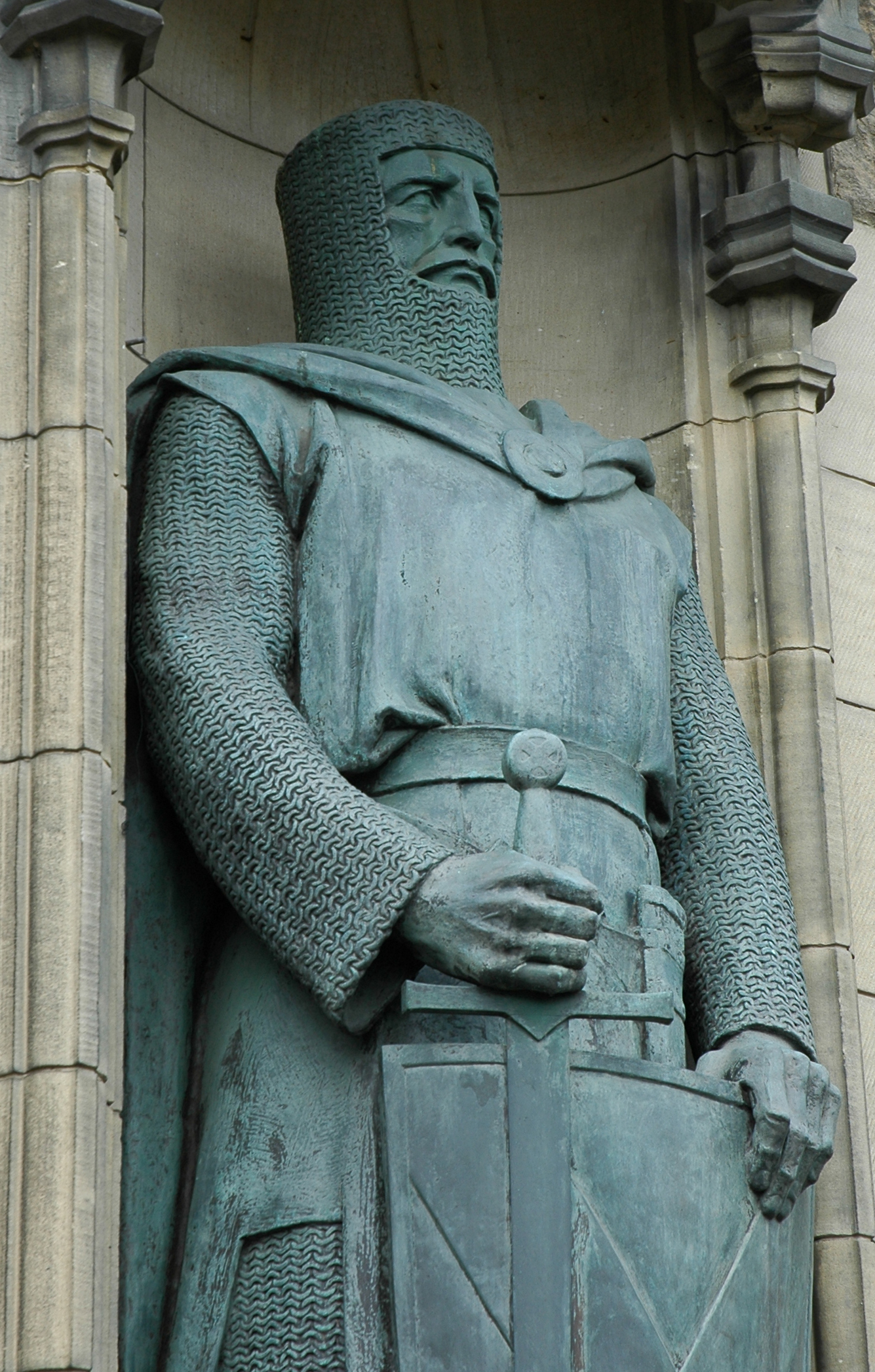
Statue de Wallace au château d'Édimbourg.

William Wallace apparaît dans l'histoire en assassinant William de Heselrig, shérif anglais de Lanark, pour venger la mort de sa bien-aimée (nommée Marion Braidfute selon la tradition). En raison de ce crime, il est mis hors la loi et se réfugie dans les bois où il est bientôt rejoint par une trentaine de compagnons avec lesquels il massacre la garnison anglaise de Lanark (en mai 1297). C'est le signal de la rébellion. De grands seigneurs ne tardent pas à se joindre à lui : William Douglas, qui devient son lieutenant, Robert Wishart, évêque de Glasgow qui parvient à rallier James Stewart le Grand Sénéchal à la cause, et bientôt Robert Bruce le Jeune rompant par là la réputation d'anglophilie de la famille Bruce. Et c'est avec une armée que Wallace met le siège devant Dundee au mois d'août 1297. John de Warenne, comte de Surrey, et Hugh de Cressingham, trésorier, réagissent et placent leur troupe à Stirling, coupant ainsi Wallace de ses arrières.
William Wallace rompt alors le siège et se dirige vers Stirling. Mais lorsqu'il arrive, les Anglais sont déjà solidement positionnés et plus nombreux — 6 350 fantassins et 350 cavaliers contre 2 300 fantassins dotés de lances et 180 cavaliers écossais. La situation semble désespérée pour les Écossais qui parviennent cependant à profiter de la maladresse d'un chevalier anglais qui souhaitait engager le combat prématurément. À la suite de ce renversement de situation, les Anglais perdent 3 000 hommes dont Hugh de Cressingham et plus de 100 chevaliers. La victoire écossaise est éclatante.
Quelques villes ne tardent pas à ouvrir leurs portes, dont Aberdeen, Dundee, Perth, Stirling, Édimbourg, Roxburgh et Berwick. Wallace dirige en octobre-novembre 1297 des campagnes qui le mènent jusque dans le Cumberland et le Northumberland, tout en faisant régner l'ordre dans les territoires sous son pouvoir. Il est proclamé avant mars 1298 « gardien du royaume d'Écosse ». Édouard Ier doit intervenir en personne, abandonnant un temps le continent — où il appuyait les Flamands contre la France — pour reprendre le contrôle de l'Écosse. Il reprend Berwick en juillet 1298, puis Roxburgh. Il parvient à couper le chemin de Wallace à Falkirk. L'armée écossaise y est écrasée le 22 juillet 1298 : 2 000 morts. C'est la fin de l'épopée de Wallace.

### Capture et exécution
William Wallace doit abandonner son titre de gardien du royaume entre juillet et décembre 1298. Il passe quelque temps en France avec d'autres chevaliers écossais à l'automne 1299 ; en novembre 1300, le roi de France Philippe IV envoie même pour lui une lettre de recommandation au pape. William Wallace réapparaît en Écosse aux alentours de 1303-1304 où il reprend sa vie de hors-la-loi. Sa dernière action militaire est une escarmouche en septembre 1304 à l'extrémité des Ochil Hills entre Abernethy et Lindores. Il est capturé près de Glasgow le 3 août 1305 par les hommes de sire John de Menteith, le gardien du château de Dumbarton qui, comme la plupart des nobles écossais, avait fait allégeance au roi d'Angleterre.
William Wallace est transféré à Londres le 22 août 1305 et condamné à mort pour haute trahison envers son souverain, crimes et sacrilège. Le lundi 23 août 1305, il est emmené en procession sur un cheval jusqu'à Westminster Hall et exécuté à l'âge de 35 ans. William Wallace est mis à mort dans les conditions atroces réservées aux traîtres  (hanged, drawn and quartered) : traîné par des chevaux par les pieds sur plusieurs kilomètres de la tour de Londres à Smithfield, le lieu d'exécution proche de l'hôpital St Barthélémy, moitié pendu, émasculé, éventré et le feu mis à ses entrailles. Il est finalement décapité, puis découpé en morceaux. Pour que cela serve d'exemple, Edouard Ier fait exposer les différentes parties du corps de William Wallace aux quatre coins du royaume d'Angleterre. Sa tête est placée sur le pont de Londres et les parties de son corps réparties entre Newcastle-upon-Tyne, Berwick-upon-Tweed, Stirling et Perth.
Mais loin de saper l’esprit de liberté chez les Écossais, cette exécution va vivifier le sentiment nationaliste écossais, et d’autres chefs se sont dressés contre l’Angleterre, en particulier Robert Bruce. En 1314, les Écossais, sous le commandement de Robert Bruce qui s'était rallié les nobles et proclamé roi d'Écosse le 25 mars 1306, défont l'armée anglaise à la bataille de Bannockburn, et assurent, à la fin de la guerre, l'indépendance de l'Écosse en 1328.

## Dans la culture populaire

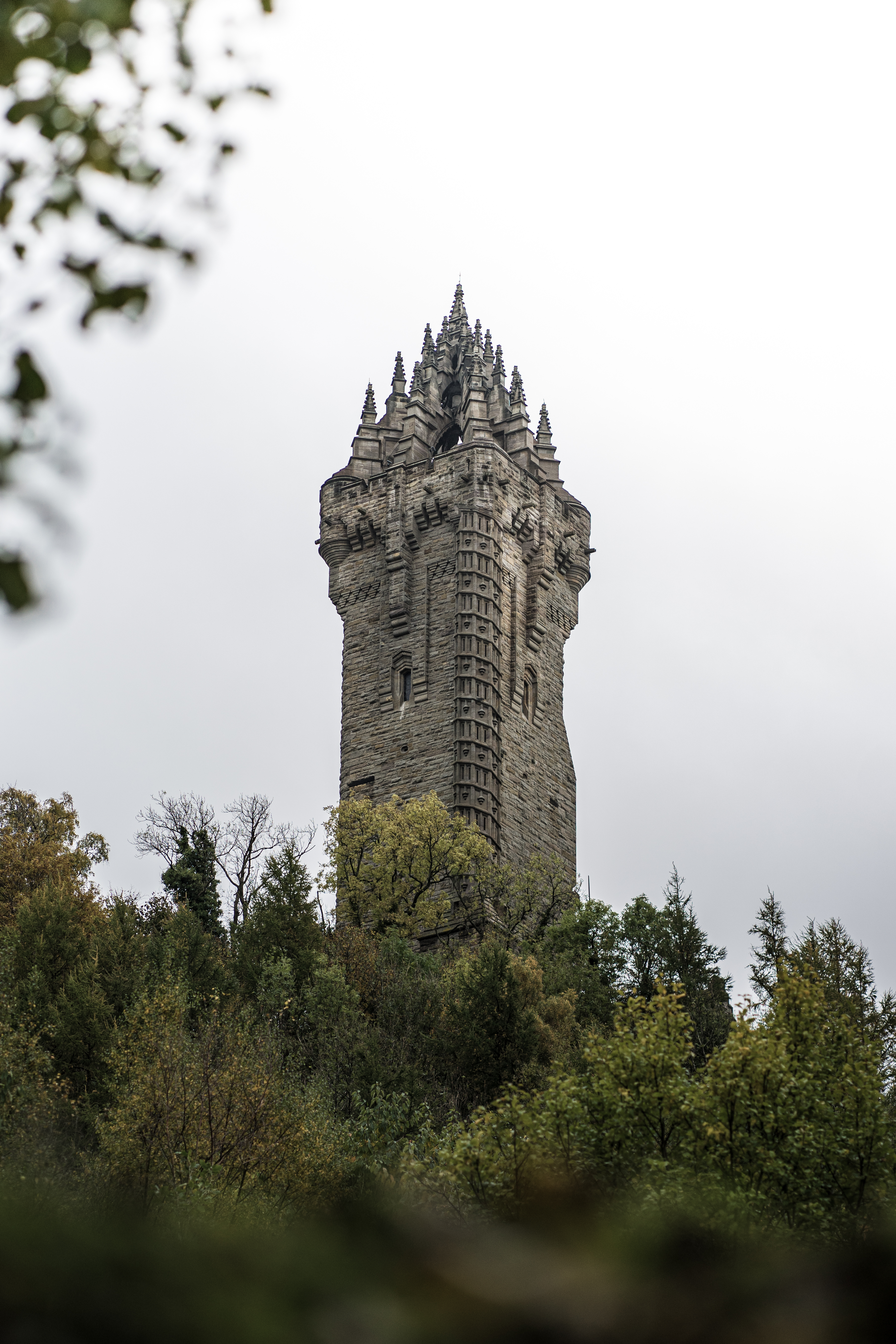
Monument William Wallace.

Une tour en son honneur, nommée Monument William Wallace, a été construite en 1869 près de Stirling.

### Cinéma
La vie de William Wallace a fait l'objet d'une adaptation cinématographique en 1995 sous le nom de Braveheart, avec Mel Gibson. Même s'il ne respecte guère la réalité historique notamment en ce qui concerne les relations de Wallace avec la reine d'Angleterre ou Robert Bruce, il retrace bien la violence des combats ainsi que l'obstination écossaise. Le film fut un grand succès et remporta 5 Oscars. En effet, il évoque la majorité des lieux et les principales figures historiques de sa vie.

### Jeux vidéo
- Le jeu vidéo homonyme tiré du film Braveheart sort en juillet 1999.
- Le tutoriel de la campagne du jeu Age of Empires II en 1999 reprend en partie l'épopée de William Wallace. La dernière mission de cette campagne est uchronique : une victoire du joueur signifie alors que les Écossais l'emportent à Falkirk et que l'odyssée de William Wallace continue. Vingt ans plus tard, un DLC de l'édition définitive propose une campagne consacrée à Édouard le Sec dans le dernier scénario de laquelle William Wallace est avec Robert Bruce l'un des antagonistes.
- L'extension British Island Conquest du jeu de stratégie Medieval: Total War met en scène le héros écossais, permettant de retracer sa campagne et celle de ses armées. Le second opus, Medieval II: Total War, offre également dans son extension Britannia la possibilité de contrôler William Wallace en jouant la faction écossaise.
- Le jeu Broforce comporte une version parodique de William Wallace joué par Mel Gibson dans Braveheart, sous le nom de Broheart.
- Le jeu vidéo Medieval II: Total War sorti en 2006, montre le personnage de William Wallace au tour 27[réf. nécessaire].

### Musique
Le groupe de heavy metal Iron Maiden parle de William Wallace et de ses désirs de liberté dans la chanson The Clansman, parue en 1998 dans l'album Virtual XI. Un autre groupe de heavy metal, Grave Digger, lui a également rendu hommage sur un morceau simplement intitulé William Wallace, sorti en 1996 dans l'album Tunes of War. Le groupe de folk metal Skiltron y fait également référence dans l'album de 2006 The Clans Have United, et particulièrement avec le titre Stirling Bridge. Enfin, le groupe de oi! breton, Killer Boots, lui dédicace une chanson homonyme, ainsi que Fraction Hexagone, dans leur titre Vivre libre, ou mourir. Le groupe de power metal Civil War lui a consacré la chanson Braveheart.
La web-série Epic Rap Battles of History lui consacre un épisode sur YouTube. Interprété par EpicLLOYD, l'un des deux créateurs de la série, il est confronté au premier président des États-Unis, George Washington.

### Sources
- (en) Michael Brown, The Wars of Scotland 1214~1371, Edinburgh, Edinburgh University Press, coll. « The New Edinburgh History of Scotland » (no 4), 2004, 379 p. (ISBN 0748612386), p. 183-8,190,195,197,235,279,283,294,301-4.
- (en) G.W.S. Barrow, Kingship and Unity Scotland 1000~1306, Edinburgh, Edinburgh University Press, 1981, 185 p. (ISBN 074860104X), p. 131,139,165-169.
- (en) Mike Ashley, The Mammoth Book of British Kings and Queens (England, Scotland and Wales), Londres, Robinson, 1998, 808 p. (ISBN 1841190969), p. 412,549,593,765
- (en) Andrew Fisher, « Wallace, Sir William (d. 1305) », dans Oxford Dictionary of National Biography, Oxford University Press, 2004 (lire en ligne ).